# Gorkovskaja (metrostation Nizjni Novgorod)
Gorkovskaja (Russisch: Горьковская) is een metrostation aan de metro van Nizjni Novgorod en is het noordelijke eindpunt op de Avtozavodskaja-lijn. Het werd geopend op 4 november 2012. Het is ook het enige station op de rechteroever van de Oka-rivier in de historische bovenstad van Nizjni Novgorod. Het station is vernoemd naar Gorki-plein, waaronder het station ligt. Maksim Gorki werd geboren in Nizjni Novgorod en de stad zelf werd tot 1990 Gorky genoemd.

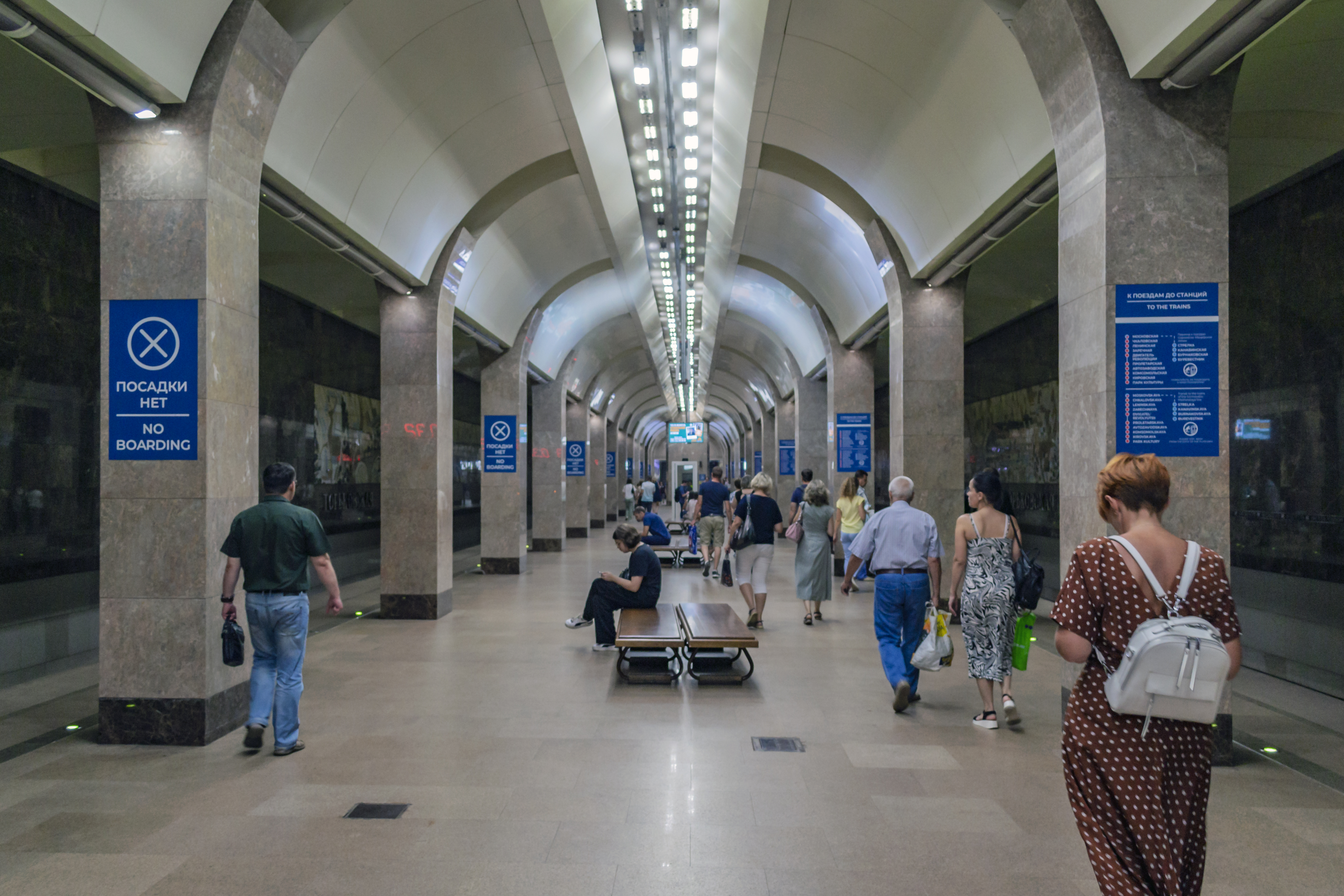
Gorkovskaja